# William Lonsdale
Pour les articles homonymes, voir Lonsdale.
William Lonsdale (9 septembre 1794 – 11 novembre 1871) est un géologue et paléontologue britannique.

## Biographie
Il naît à Bath et s'engage d'abord dans une carrière militaire. Il participe à la bataille de Salamanque et à celle de Waterloo pour lesquelles il a reçu des médailles. Il se retire comme lieutenant.
Il réside pendant plusieurs années à Batheaston où il collectionne des roches et des fossiles qu'il présente à la Literary and Scientific Institution of Bath - l'institut littéraire et scientifique de Bath. Il devient conservateur honoraire du département d'histoire naturelle du muséum de cette ville jusqu'en 1829, date à laquelle il est engagé comme secrétaire assistant et conservateur de la Geological Society of London à Somerset House. Il tient ces postes jusqu'en 1842 quand la maladie l'oblige à démissionner.
Son habileté à éditer les publications de la société et ses conseils y compris sur les points les plus difficiles et obscurs est commentée par Roderick Murchison lors de son discours d'accès à la présidence en 1843. En 1829 il lit devant la société un important article : On the Oolitic District of Bath - À propos du district oolithique de Bath, résultat d'un levé géologique commencé en 1827. En 1832 il effectue un relevé des strates oolithiques du Gloucestershire sur commande de la société de géologie de Londres et produit sur des cartes d'état-major les frontières des différentes formations géologiques.
Il voue une attention particulière à l'étude des coraux et devient une autorité au Royaume-Uni sur ce sujet. Il décrit aussi les fossiles du Tertiaire et du Crétacé d'Amérique du Nord et ceux de couches plus anciennes de Russie. En 1837 il suggère à partir d'une étude des fossiles des roches sédimentaires que ces fossiles doivent être d'un âge intermédiaire entre le Carbonifère et le Silurien. Cette suggestion est adoptée par Adam Sedgwick et Murchison en 1839 et peut être regardée comme la base sur laquelle est fondée le Dévonien.
L'article de Lonsdale Notes on the Age of the Limestones of South Devonshire - Note sur l'âge des calcaires dans le sud du Devonshire est publié en même temps que le fameux article On the Physical Structure of Devonshire de Sedgwick et Murchison qui observent que les conclusions de Lonsdale permettent de généraliser leurs propres travaux.
Il reçoit la médaille Wollaston en 1846.
Lonsdale meurt à Bristol le 11 novembre 1871.

## Source
(en) « William Lonsdale », dans Encyclopædia Britannica , 1911 (lire sur Wikisource).